# Ali Serin
Ali Serin (* 23. Juni 1986 in İpsala) ist ein türkischer Fußballspieler.

## Karriere
Von 2001 bis 2002 spielte Serin für Anafartalarspor, von dessen Jugend er zuvor verpflichtet worden war. Er wurde dann an Kocaelispor verkauft, wo er lediglich in der zweiten Mannschaft eingesetzt wurde. 2004 wechselte er zu Bandırmaspor, wo ihm der Durchbruch gelang. Schnell erkämpfte er sich einen Stammplatz im Mittelfeld, wo er flexibel einsetzbar ist. In der Saison 2009/10 der 4. Liga gelang ihm mit seinem Verein der Aufstieg in 3. Liga, Serin selbst trug mit sechs Toren dazu bei. 
Vor Beginn der Saison 2015/16 verlängerte Serin seinen Vertrag um weitere zwei Jahre. Mit diesem Verein erreichte er im Sommer 2016 den Play-off-Sieg der TFF 2. Lig und damit den Aufstieg in die TFF 1. Lig. Trotz dieses Erfolges verließ er diesen Klub zum Saisonende und wechselte zum Viertligisten Karacabey Birlikspor.

## Trivia
Aufgrund seiner Treue zum Verein gilt Serin als Fanliebling und wird als bescheiden, höflich und tüchtig beschrieben.

## Erfolge
Mit Bandırmaspor
- Meister der TFF 3. Lig und Aufstieg in die TFF 2. Lig: 2009/10
- Play-off-Sieger der TFF 2. Lig und Aufstieg in die TFF 1. Lig: 2015/16